# Manfred Beck (Politiker)
Manfred Beck (* 22. März 1940 in Brand) ist ein ehemaliger österreichischer Politiker (FPÖ) und Landesbeamter. Er war von 1994 bis 2004 Abgeordneter zum Vorarlberger Landtag. 

## Ausbildung und Beruf
Beck besuchte zunächst die Volksschule in seinem Geburtsort Brand und wechselte danach an das Realgymnasium Bludenz. Er legte im Jahr 1959 die Matura in Bludenz ab und begann im Anschluss ein Studium des Bauwesens an der Technischen Universität Graz. 1967 schloss er sein Studium mit dem akademischen Grad Dipl.-Ing. in Graz ab. Nach dem Abschluss seines Studiums trat er 1968 in den Dienst des Landes Vorarlberg und arbeitete in der Folge als Landesbeamter beim Landesstraßenbauamt in Feldkirch. 1969 leistete er seinen Präsenzdienst ab. Beck stieg in der Folge zum Baubereichsleiter des Bezirkes Bludenz auf und war von 1992 bis zu seiner Pensionierung im Jahr 2001 Leiter der Abteilung Straßenbau in Feldkirch.

## Politik und Funktionen
Beck wurde 1975 zum Mitglied des Gemeindevertretung Brand gewählt und gehörte der Gemeindevertretung zunächst bis 1992 an. Er war von 1985 bis 1987 Vizebürgermeister der Gemeinde Brand und lenkte die Geschicke der Gemeinde zwischen 1988 und 1992 als Bürgermeister. Beck trat 1994 der Freiheitlichen Partei Österreichs bei und vertrat die FPÖ als Abgeordneter des Wahlbezirkes Bludenz vom 4. Oktober 1994 bis zum 4. Oktober 2004 im Vorarlberger Landtag. Er hatte im FPÖ-Landtagsklub die Funktion des Bereichssprechers für Verkehr sowie Land- und Forstwirtschaft inne und war Mitglied im Rechtsausschuss, Mitglied im Volkswirtschaftlichen Ausschuss, Mitglied im Landwirtschaftlichen Ausschuss, Mitglied bzw. Obmann im Energiepolitischen Ausschuss sowie zeitweise Obmann-Stellvertreter im Umweltausschuss.
Beck war innerparteilich als Mitglied der Bezirksparteileitung der FPÖ Bludenz und von 1994 bis 2004 als Mitglied der Landesparteileitung der FPÖ Vorarlberg aktiv, 2005 gründete er die Bürgerliste „Mitanand für Brand“. Diese vertrat er von 2005 bis 2008 im Gemeinderat von Brand. 
Neben seinen politischen Mandaten war Beck Ortsvertreter der Gemeinde Brand in der Vorarlberger Walservereinigung und von 1999 bis 2007 Obmann des Vorarlberger Seniorenringes. Er engagierte sich zudem 1959 als Gründungsmitglied der Bergrettung Brand, spielte Trompete in der Blasmusik Brand und wirkte als Obmann des Trachtenvereins Brand und Obmann des Skiclub Brand. Zudem war er als Ausschussmitglied des Tennisclub Brand aktiv. 

## Privates
Manfred Beck wurde als Sohn des Postbeamten und Hoteliers Othmar Beck und dessen Gattin Irma Beck geboren. Er heiratete 1964 und wurde zwischen 1966 und 1978 Vater von drei Kindern. 